# Nausicaä de la Vall del Vent (pel·lícula)
Nausicaä de la Vall del Vent (風の谷のナウシカ, Kaze no Tani no Naushika) és una pel·lícula d'anime creada per Hayao Miyazaki el 1984, inspirada en el manga homònim creat pel mateix Miyazaki l'any 1982. Va ser creada un any abans de la fundació de l'estudi Ghibli i realitzada per l'estudi Topcraft. Tot i això, és considerada la primera pel·lícula de Miyazaki dins l'estudi Ghibli perquè gran part de l'equip tècnic de la producció a més de la implicació de Hayao Miyazaki, Isao Takahata i Toshio Suzuki continuà després de la creació de l'estudi. També se la considera del catàleg de Ghibli perquè si no hagués estat estrenada no s'hauria pogut crear l'estudi Ghibli. De fet, el mateix estudi, la cataloga dins la seva creació.
Nausicaä de la Vall del Vent és una pel·lícula postapocalíptica, futurista i també ecologista, amb un missatge ambientalista molt clar, igual que altres pel·lícules de Miyazaki com ara La princesa Mononoke o La Ponyo al penya-segat. També recorda una sèrie de Miyazaki, Conan, el nen del futur.
La pel·lícula fou originalment estrenada al Japó l'11 de març de 1984, obtenint un èxit notable, el que causà que Tokuma Shoten, la distribuïdora, donés llum verda a la creació de l'estudi Ghibli. Va tenir una repercussió mediàtica notable i fou un èxit de taquilla en la seva estrena original. A més, la pel·lícula va obtenir un premi per part de la revista Animage i el reconeixement de la crítica i el públic. La pel·lícula va tenir una distribució internacional inicial controvertida a causa de les importants modificacions que va fer la seva distribuïdora als Estats Units; posteriorment Disney va reeditar la pel·lícula internacionalment sense modificacions.
La pel·lícula va ser posteriorment doblada al català i emesa per primer cop en aquesta llengua l'11 de novembre de 2011 pel canal juvenil 3XL, reemetent-se posteriorment en diverses ocasions, tant al mateix canal com al SX3.

## Argument
En un futur llunyà, mil anys després d'una guerra mundial i apocalíptica, la Terra apareix coberta quasi completament per boscos contaminats amb gasos tòxics i plagats de bolets verinosos i d'insectes gegantins. La humanitat ha estat gairebé eliminada i els pocs supervivents malviuen en poblats aïllats i en males condicions. La Vall del Vent és un regne minúscul, rodejat per regnes més poderosos i hostils que acostumen a tenir guerres entre ells. Nausicaä és la princesa de la Vall del Vent i única filla del rei Jihl i és una pilot i una guerrera excel·lent. La Nausicaä també és molt dolça i compassiva i guarda un gran respecte per la natura, incloent-hi els insectes i la resta d'animals de la zona contaminada.
La crisi comença quan el regne veí, Tormekia, comandat per la princesa Kushana, envaeix la Vall del Vent per intentar reviure un letal "Déu de la Guerra" dels temps de la guerra de fa mil anys amb el propòsit de guanyar la guerra contra la Vall del Vent i erradicar el bosc contaminat i els insectes gegants que hi viuen. Nausicaä tractarà per tots els mitjans d'impedir la massacre mentre el conflicte s'intensifica en unir-s'hi el regne de Pejite.

## Personatges
- Nausicaä: és la princesa de la Vall del Vent. El personatge està vagament basat en la princesa grega de l'Odissea d'Homer que va ajudar a Odisseu, tal com és descrita a la traducció al japonès d'un petit diccionari de mitologia grega escrit per Bernard Evslin. Està també inspirat en la Princesa que estimava els insectes, una història tradicional japonesa de l'Era Heian. Tot i ser una hàbil lluitadora, la Nausicaä és també una amant de la pau i la vida. Té una habilitat especial per a comunicar-se amb els insectes gegants, especialment amb els Ohmu. Destaca la seva empatia cap a humans, animals i altres éssers vius. És una noia intel·ligent, que inspirada pel seu mentor Lord Yupa explora amb freqüència el bosc contaminat i du a terme experiments encaminats a descobrir la veritable funció del bosc i la naturalesa del món contaminat on viu. Té gran habilitat per a pilotar la seva Möwe, cosa que facilita les seves exploracions de la selva.
- Asbel: és el príncep de Pejite. Arran de la mort de la seva germana bessona Lastel, decideix declarar la guerra al regne de Tormekia per venjar-se dels qui van segrestar la Lastel, una guerra que implica també als habitants de la Vall del Vent. Després de ser salvat per la Nausicaä, la seva opinió sobre les persones i els insectes del bosc contaminat va canviant a poc a poc així com la seva idea de destruir el regne de Tormekia per venjar la seva germana.

## Temes i referències
Nausicaä és una pel·lícula de natura ecologista, on el tema principal és evitar una guerra i la destrucció del Bosc Contaminat per salvar els animals que hi resideixen. La princesa Nausicaä farà tot el possible per evitar més massacres i guerres, ja que sap que això és el que va portar el món a la destrucció el mil·lenni anterior.
El fet de poder veure més enllà de l'exterior, comparat amb el conte La bella i la bèstia de Jeanne-Marie Leprince de Beaumont i amb la saga de novel·les de Terramar d'Ursula K. Le Guin, representa la capacitat de redempció de Nausicaä així com la seva habilitat per comprendre el cor dels insectes.

## Altres mitjans

### Manga
La versió manga de Nausicaä de la vall del vent, va ser escrita per Hayao Miyazaki per un període de 12 anys. La publicació no va ser seguida, sinó que va tenir llargs parèntesis per permetre al director treballar en els seus films de Studio Ghibli. El manga fou publicat a la revista Animage de l'editorial Tokuma Shoten. El primer capítol va ser publicat al febrer de 1982 i l'últim al març de 1994.
Miyazaki va adaptar i alterar al contingut del manga en realitzar la pel·lícula perquè, en aquell moment, només s'havien publicat 16 capítols del manga, amb prou feines una petita part del que acabaria sent el contingut total. Després de l'estrena de la pel·lícula el 1984 el manga encara s'allargaria durant 10 anys més. En total, el manga consta de 7 volums recopilatoris sent el 15 de gener de 1995 la data en què es va publicar el setè i últim volum al Japó.

### Videojocs
En total, s'han publicat tres videojocs basats en la història de Nausicaä de la vall del vent, tots ells desenvolupats per Technopolis Soft i publicats per Technopolis Soft i Takoma Shoten.

## Producció
La pel·lícula fou realitzada per animadors pagats per fotograma realitzat. Un dels més notables fou Hideaki Anno, qui posteriorment seria el director de Neon Genesis Evangelion. Anno va ser assignat a l'escena de l'atac del Déu de la Guerra, que d'acord amb Toshio Suzuki és "un moment àlgid de la pel·lícula". Va estar entre les cinquanta millors pel·lícules de ciència-ficció per IMDB.
Segons al vídeo El naixement de l'Studio Ghibli, Miyazaki només va escriure el manga perquè el productor de l'estudi, Toshio Suzuki era incapaç d'aconseguir finançament per a una pel·lícula que no estigués basada en un manga. Malgrat això, altres fonts han indicat que Miyazaki el va començar amb la condició que mai fos traslladat al cinema. Més tard, hauria accedit a fer un OVA de quinze minuts, però els directors d'Animage l'haurien convençut de fer-ne un llargmetratge.

## Doblatge
Als Estats Units, la pel·lícula es va estrenar amb un altre títol: Els Guerrers del vent. Aquella versió tenia una part del metratge mutilat (la versió comercialitzada tenia 30 minuts menys), diàlegs canviats i tergiversats i músiques diferents. La distribució internacional (incloent-hi Espanya) es va fer a partir d'aquesta versió retallada i canviada. Això va causar molta polèmica, motiu pel qual anys després es va llançar una segona versió amb doblatges nous fidels als originals que va ser distribuïda internacionalment. El doblatge català no va ser afectat per això.
| Personatge            | Japonès            | Català             |
| --------------------- | ------------------ | ------------------ |
| Nausicaä              | Sumi Shimamoto     | Meritxell Ribera   |
| Yupa                  | Goro Naya          | Toni Sevilla       |
| Mito                  | Ichirō Nagai       | Jaume Villanueva   |
| Kushana               | Yoshiko Sakakibara | Thais Buforn       |
| Kurotowa              | Iemasa Kamuyi      | Ramon Canals       |
| Príncep Asbel         | Yōji Matsuda       | Marc Gómez         |
| Gikkuri               | Jōji Yanami        |                    |
| Rei Jihl              | Mahito Tsujimura   | Roger Vidal        |
| Obaba                 | Hisako Kyōda       | Maria Rosa Guillén |
| Goru                  | Kōhei Miyauchi     | Francesc Belda     |
| Lastel                | Miina Tominaga     | Mar Nicolàs        |
| Pejite                | Makoto Terada      | Carles Di Blasi    |
| Blau                  | Yuichiro Takiguchi |                    |
| Mare d'Asbel i Lastel | Akiko Tsuboi       | Mariola Fustier    |

## Distribució
La pel·lícula va ser estrenada al Japó el 1984 i va vendre més d'un milió d'entrades de cine. Va aconseguir obrir les portes a Hayao Miyazaki i a Isao Takahata per a poder crear el seu propi estudi: l'Studio Ghibli. A causa d'això, es considera la primera pel·lícula de l'estudi.
Com que la primera distribució de Nausicaä de la Vall del Vent fou modificada, quan Disney va comprar els drets de distribució de les pel·lícules de l'Studio Ghibli es va decidir tornar a publicar la pel·lícula amb un nou doblatge en anglès sent fidel a l'original japonès. Als Estats Units, "Nausicaä" va reestrenar-se i va debutar en DVD el febrer de 2005. El nou doblatge comptava amb la participació d'actors de prestigi com Uma Thurman o Patrick Stewart. A Mèxic la pel·lícula va ser estrenada en DVD el 15 d'agost de 2010, distribuïda per Zima. L'agost de 2011 es va treure en format Blu-ray.
La pel·lícula va ser estrenada en català l'11 novembre de 2011 per l'antic canal juvenil 3XL, i està editada en DVD i Blu-ray per Aurum.